# B0'
B0' est la norme « standard » qui a précédé la norme Europay Mastercard Visa (EMV, développée par les trois organismes américains Europay (en), Mastercard et Visa).
B0' a été développé par Bull, qui a été racheté par Schumberger (États-Unis) par la suite. Il s'est trouvé que les Américains, bien que plutôt novices dans le domaine de la carte à puce, sont parvenus à imposer leur standard « EMV » en Europe. B0' a maintenant[Quand ?] totalement disparu pour être remplacé par l'EMV.